# Биссетт, Дэвид
Дэвид Биссетт (англ. David Bissett, 26 сентября 1979, Летбридж, Альберта) — канадский бобслеист, выступающий за сборную Канады с 2005 года. Бронзовый призёр Ванкувера, серебряный призёр чемпионата мира.

## Биография
Дэвид Биссетт родился 26 сентября 1979 года в городе Летбридж, провинция Альберта. После окончания старших классов школы поступил в Университет Альберты, где занимался канадским футболом, играя за университетскую команду. В 2005 году его персоной заинтересовались тренеры сборной Канады по бобслею и предложили начать выступать в этом виде спорта на профессиональном уровне в качестве разгоняющего. Показав в дебютном для себя сезоне достойные результаты, в 2006 году Биссетт поехал защищать честь страны на Олимпийские игры в Турин. Он разгонял вторую канадскую команду, однако большого успеха им тогда достичь не удалось: одиннадцатое место в двойках и лишь восемнадцатое в четвёрках.
Дальнейшая карьера Биссетта связана с титулованным пилотом Пьером Людерсом, вместе они выиграли несколько этапов Кубка мира, а в 2007 году их четырёхместному экипажу удалось завоевать серебряную медаль чемпионата мира, прошедшего в швейцарском Санкт-Морице. На Олимпийские игры 2010 года в Ванкувер Биссетт ездил уже в составе первой канадской команды, возглавляемой пилотом Линдоном Рашем, по результатам всех заездов их четвёрка оказалась на третьем месте, и спортсмены удостоились бронзовых медалей. Двойка при этом финишировала менее удачно, на пятнадцатой позиции, причём Биссетт участвовал только в третьем и четвёртом заездах, подменив разочарованного неудачей разгоняющего Ласселя Брауна.
В 2014 году Биссетт побывал на Олимпийских играх в Сочи, где занял девятое место в программе четырёхместных экипажей.
В свободное от бобслея время Биссетт продолжает играть в канадский футбол, ныне живёт и тренируется в Эдмонтоне.